# Стефан (Архангельский)
Архиепи́скоп Стефа́н (в миру Никола́й Па́влович Арха́нгельский; 22 июля [3 августа] 1861, Пензенская губерния — 1 (14) июля 1914) — епископ Русской православной церкви, архиепископ Курский и Обоянский. Доктор богословия.

## Биография
Родился в Пензенской губернии 22 июля (3 августа) 1861 года.
Ещё на студенческой скамье отличался высокой религиозной настроенностью и особенной ревностью к охранению строго-церковного порядка жизни, строго относился к выполнению молитвенного правила, не одобрял сокращения богослужений и легкомысленного отношения к постам.
В 1885 году окончил Казанскую духовную академию со степенью кандидата богословия.
По окончании академии преподавал в духовных школах: состоял преподавателем в Симбирском духовном училище — до 1886 года преподавал русский язык, а с 1886 года — греческий язык; состоял членом правления училища и преподавателем словесности в Мариинской женской гимназии. В 1897 году защитил магистерскую диссертацию «Задача, содержание и план системы православно-христианского нравоучения» (Симбирск, 1894). По отзыву профессора А. Потехина, «Архангельскому принадлежит заслуга, что он, можно сказать, первый открыто и печатно решился возбудить вопрос о принципах систематизации нравственно-богословского научного материала, поставил этот вопрос на научно-богословскую почву и дал ему в общем удовлетворительное решение».
В 1898 году был рукоположен во иерея целибатом (редкий по тем временам случай) и назначен инспектором Кутаисской духовной семинарии, в 1899 году принял постриг.
27 января 1902 года был хиротонисан во епископа Сумского, викария Харьковской епархии; чин хиротонии в Исаакиевском соборе совершили митрополит Санкт-Петербургский и Ладожский Антоний (Вадковский), митрополит Киевский и Галицкий Феогност (Лебедев), митрополит Московский и Коломенский Владимир (Богоявленский), архиепископ Иркутский и Верхоленский Тихон (Троицкий-Донебин), архиепископ Казанский и Свияжский Арсений (Брянцев), епископ Полоцкий и Витебский Тихон (Никаноров), епископ Нарвский Иннокентий (Беляев) и епископ Гдовский Константин (Булычёв).
С 29 апреля 1904 года — епископ Могилёвский и Мстиславский. Много внимания и времени уделял организации и развитию духовных школ епархии.
Во время революции 1905—1906 годов занимал строгую монархическую позицию по важнейшим вопросам общественно-политической жизни. Призывал усилить проповедническую деятельность: «Проповедуйте же здравое слово, обличайте беззаконников, умоляйте колеблющихся, учите исполнению заповедей Божиих и законов гражданских…»
После учреждения Государственной Думы он пытался внести православный дух в порядок выборов, полагая служить особые молебны перед голосованием.
В 1909 году принимал участие в Съезде русских людей в Москве, председательствовал при открытии съезда и был председателем отдела по школьным вопросам.
4 октября 1911 года назначен на Курскую кафедру и возведён в сан архиепископа.
В 1912 году получил степень доктора богословия.
Вскоре заболел и скончался после операции 18 июня (1 июля) 1914 года.